# Edwin Wallace Stoughton
Edwin Wallace Stoughton (Springfield, 1º maggio 1818 – New York, 7 gennaio 1882) è stato un diplomatico, avvocato e saggista statunitense. Fu ambasciatore del suo paese in Russia dal 1876 al 1879.

## Biografia
Nato a Springfield, nel Vermont, il 1º maggio del 1818, Stoughton si trasferì a New York nel 1836 per studiare Giurisprudenza. Ottenne il Bachelor of Laws e nel 1840 incominciò a esercitare la professione di avvocato: nel 1855 difese con successo l'inventore Charles Goodyear, accusato di plagio da Thomas Hancock per il processo di vulcanizzazione della gomma tramite calore e zolfo. Nello stesso anno sposò Mary Fiske Bound, madre del filosofo John Fiske. In quegli anni entrò nelle file del Partito Repubblicano: durante l'amministrazione presidenziale di Ulysses Grant pubblicò un trattato in difesa dell'impiego di truppe federali in Louisiana nel corso dell'era della ricostruzione. Al termine delle elezioni presidenziali del 1876, il vincitore Rutherford Hayes lo nominò ambasciatore degli Stati Uniti in Russia, in segno di riconoscenza per l'appoggio ottenuto in campagna elettorale. Stoughton fu in ufficio a San Pietroburgo sino al 1879, quando rassegnò le dimissioni per malattia. Ritornò in America, ma la sua salute, già precaria, era stata ormai definitivamente compromessa dal rigido clima russo: morì a New York tre anni dopo, il 7 gennaio 1882. La salma fu inumata a Windsor, e l'ex presidente Ulysses Grant resse la bara nella cerimonia funebre.